# Polyalthia lancilimba
Polyalthia lancilimba är en kirimojaväxtart som beskrevs av Cheng Yih Wu och Ping Tao Li. Polyalthia lancilimba ingår i släktet Polyalthia och familjen kirimojaväxter. IUCN kategoriserar arten globalt som akut hotad. Inga underarter finns listade i Catalogue of Life.